# Noguk
Noguk (hangeul : 노국대장공주 ; hanja : 魯國大長公主 ; litt. « Grande Princesse Noguk »), puis Indeok (hangeul : 인덕왕후 ; hanja : 仁德王后 ; litt. « Reine Indeok » puis hangeul : 인덕태후 ; hanja : 仁德太后 ; litt. « reine douairière Indeok »), est une princesse Mongole de la dynastie Yuan née à une date inconnue et morte le 8 mars 1365. Princesse Mongole de la dynastie Yuan, elle est mariée au roi coréen de Goryeo Kongmin pour renforcer la mainmise des Yuan sur la Corée, et est la mère du futur roi U. 